# Préhistoire de l'Égypte
La préhistoire de l'Égypte couvre la période allant de la première implantation humaine vers 600 000 BP jusqu'au début de la période thinite vers 3100 av. J.-C.
À la fin de la préhistoire, « l'Égypte prédynastique » est traditionnellement définie comme la période de la dernière partie de la période néolithique en Égypte commençant vers 4500 av. J.-C. jusqu'à la fin de la période Nagada III vers 3000 av. J-C. Les dates de la période prédynastique ont été définies pour la première fois avant que des fouilles archéologiques généralisées en Égypte n'aient lieu, et des découvertes récentes indiquant un développement prédynastique très progressif ont conduit à une controverse sur la fin exacte de la période prédynastique. Ainsi, divers termes tels que «  période protodynastique », « dynastie zéro » ou « dynastie 0 » sont utilisés pour désigner la partie de la période qui pourrait être qualifiée de prédynastique par certains et de début dynastique par d'autres.

## Paléolithique
Les excavations du Nil ont mis au jour les premiers outils en pierre datant d'environ un million d'années. Les premières de ces industries lithiques sont situées à une profondeur de 30 mètres et correspondent à de l'Acheuléen primitif, du Chelléen (c. 600 000 ans) et une forme égyptienne du Clactonien (c. 400 000 ans). Dans les 15 mètres on trouve de l'Acheuléen. Signalé à l'origine comme du Moustérien ancien (c. 160 000 ans) mais depuis considéré comme du Levalloisien, d'autres outils sont situés dans les 10 mètres. Les 4,5 et 3 mètres voient une version plus développée du Levalloisien, également signalé initialement comme une version égyptienne du Moustérien. Une version égyptienne de la technologie atérienne est également présente.

### Wadi Halfa

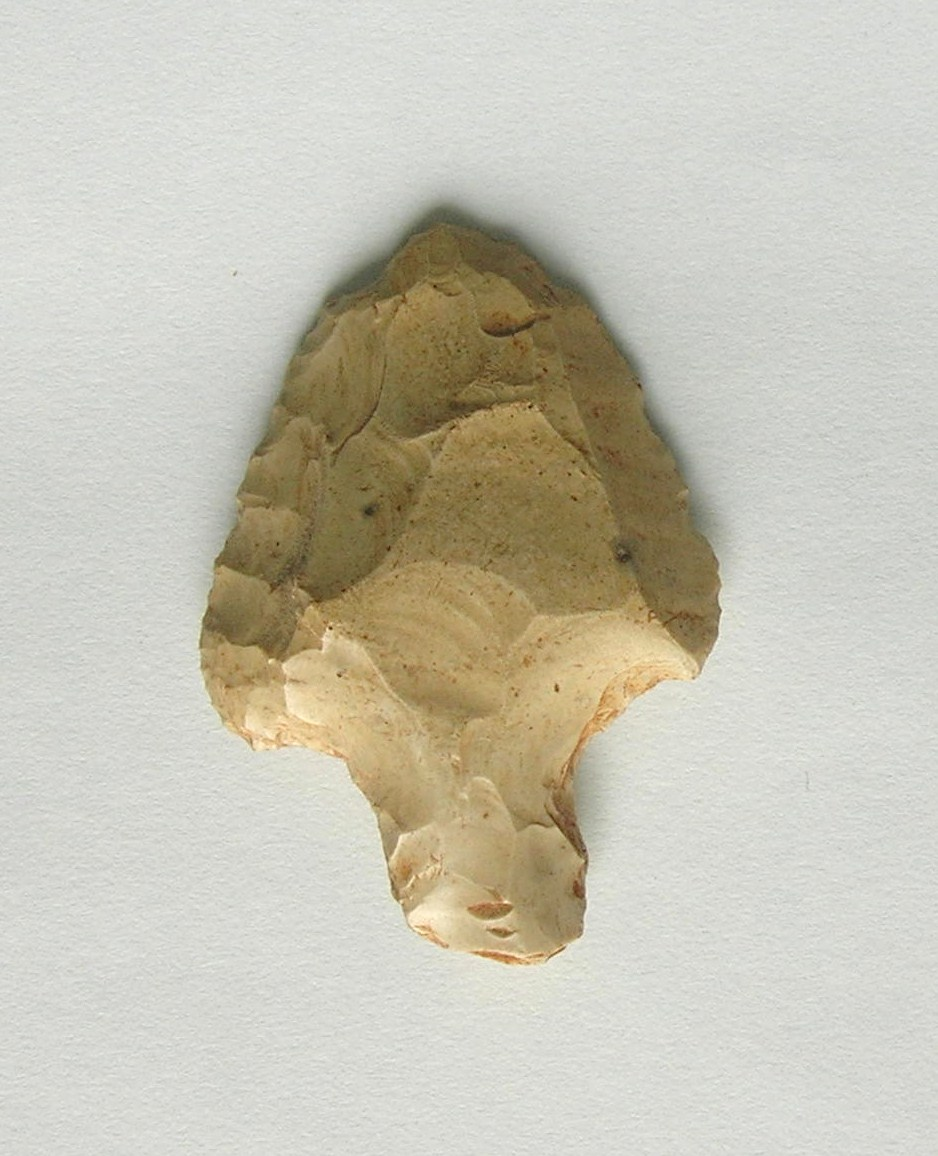
Pointe atérienne de Zaccar, région de Djelfa, Algérie.

Certaines des plus anciennes structures connues ont été découvertes en Égypte par l'archéologue Waldemar Chmielewski le long de la frontière sud près de Wadi Halfa, au Soudan, sur le site Arkin 8. Chmielewski a daté les structures à 100 000 av. J.-C.. Les restes des structures sont des dépressions ovales d'environ 30 cm de profondeur et 2 × 1 mètre de large. Beaucoup sont bordés de dalles de grès plates qui servaient d'anneaux de tente soutenant un abri en forme de dôme de peaux ou de broussailles. Ce type de structure offrait un lieu d'habitation, mais si nécessaire, il pouvait être facilement démonté et déplacé. Il s'agissait de structures mobiles - faciles à démonter, déplacer et remonter - offrant aux chasseurs-cueilleurs une habitation semi-permanente.

### Industrie atérienne
La fabrication d'outils atériens a atteint l'Égypte v. 40 000 av. J.-C..

### Industrie de Khormusan
L'industrie lithique de Khormusan en Égypte commence entre 42 000 et 32 000 BP. Les Khormusans ont développé des outils non seulement en pierre mais aussi à partir d'os d'animaux et d'hématite. Ils ont également développé de petites pointes de flèches ressemblant à celles des Amérindiens, mais aucun arc n'a été trouvé. La fin de l'industrie de Khormusan survint vers 16 000 av. J.-C. avec l'apparition d'autres cultures dans la région, dont les Gemaïens.

### Paléolithique supérieur
Le Paléolithique supérieur en Égypte commence vers 30 000 av. J.-C.. Le squelette de Nazlet Khater est découvert en 1980 et âgé de 33 000 ans en 1982, sur la base de neuf échantillons âgés de 35 100 à 30 360 ans. Ce spécimen est le seul squelette humain moderne complet du premier âge de pierre tardif en Afrique.

## Mésolithique/Épipaléolithique

### Culture Halfan et Kubbaniyan

Carte de l'Égypte

Le Halfan et le Kubbaniyan, deux industries étroitement liées, ont prospéré le long de la haute vallée du Nil. Les sites du Halfan se trouvent dans l'extrême nord du Soudan, tandis que les sites du Kubbaniyan se trouvent en Haute-Égypte. Pour le Halfan, seules quatre datations au radiocarbone ont été produites. Schild et Wendorf (2014) rejettent la première et la dernière comme erratiques et concluent que le Halfan existait v. 22,5-22,0 ka BP. Les gens ont subsisté grâce à un régime de grands troupeaux et à la tradition de pêche de Khormusan. De plus grandes concentrations d'artefacts indiquent qu'ils n'étaient pas liés à l'errance saisonnière, mais qu'ils se sont installés pendant de plus longues périodes[réf. nécessaire]. La culture Halfan semble être une évolution du Khormusan,[page à préciser] qui dépendaient de techniques spécialisées de chasse, de pêche et de collecte pour leur survie. Les principaux vestiges matériels de cette culture sont des outils en pierre, des éclats et une multitude de peintures rupestres.

### Culture sébilienne
En Égypte, des analyses de pollen trouvé sur des sites archéologiques indiquent que les peuples de la culture sébilienne (également connue sous le nom de culture Esna) récoltaient du blé et de l'orge. La culture sébilienne a commencé vers 13 000 av. J.-C. et a disparu vers 10 000 av. J.-C.[réf. nécessaire]. Les graines domestiquées n'ont pas été trouvées. Il a été émis l'hypothèse que le mode de vie sédentaire utilisé par les agriculteurs a conduit à une augmentation de la guerre, ce qui a nui à l'agriculture et a mis fin à cette période.

### Culture Qadan
La culture Qadan (13 000–9 000 av. J.-C.) est une industrie mésolithique qui, selon des preuves archéologiques, est née en Haute-Égypte (le sud de l'Égypte actuelle) il y a environ 15 000 ans,. On estime que le mode de subsistance Qadan a persisté pendant environ 4 000 ans. Elle était caractérisée par la chasse, ainsi que par une approche unique de la cueillette de nourriture qui incorporait la préparation et la consommation d'herbes et de céréales sauvages,. Des efforts systématiques ont été faits par le peuple Qadan pour arroser, entretenir et récolter la vie végétale locale, mais les céréales n'ont pas été plantées en rangées ordonnées.
Une vingtaine de sites archéologiques de la Haute Nubie témoignent de l'existence de la culture du broyage des grains de la culture Qadan. Ses fabricants ont également pratiqué la récolte de céréales sauvages le long du Nil au début de la phase « Sahaba Daru Nile », lorsque la désertification du Sahara a poussé les habitants des oasis libyennes à se retirer dans la vallée du Nil. Parmi les sites culturels de Qadan se trouve le cimetière de Jebel Sahaba, daté du Mésolithique.
Les peuples Qadan ont été les premiers à développer des faucilles et ils ont également développé des meules indépendamment pour aider à la collecte et à la transformation de ces aliments végétaux avant leur consommation. Cependant, il n'y a aucune indication de l'utilisation de ces outils après environ 10 000 av. J.-C., lorsque les chasseurs-cueilleurs les ont remplacés.

### Culture harifienne
La culture harifienne se développe autour de 10000 av. J.-C. dans le Sinaï et le désert du Néguev. Elle est notamment caractérisée par des pointes pédonculées dites pointes de Harif et de Ounan. Son industrie lithique rappelle celle du Natoufien du sud du Levant, dont elle est néanmoins distincte. Quelques pointes de Harif ont été mises au jour dans le désert à l'ouest du Nil, ce qui suggère des liens entre le Levant et l’Égypte dès ces époques.

## Néolithique
L'expansion continue du désert oblige les premiers ancêtres des Égyptiens à s'installer plus durablement autour du Nil et à adopter un mode de vie plus sédentaire au Néolithique.
La période de 9000 à 6200 av. J.-C. a laissé très peu de preuves archéologiques. Vers 6200 av. J.-C., des sites néolithiques apparaissent dans toute l'Égypte. Parmi eux, les sites de Mérimdé-Benisalamé, du Fayoum A et d'El Omari sont bien documentés. La culture de Nagada témoigne d'une société déjà hiérarchisée dirigée par des chefs, puis par des souverains. La fin du Néolithique égyptien et le début de la Période prédynastique égyptienne n'est pas situé à la même période par les spécialistes, car certaines de ces cultures sont passées d'un type de société à un autre, au fil du temps.

## Période prédynastique
Dans la seconde moitié du Ve millénaire av. J.-C., la culture de Badari voit s'amorcer des changements sociaux et politiques qui vont conduire à l'émergence de l’État en Égypte. Cette évolution se concrétise au IVe millénaire av. J.-C. avec la culture de Nagada.

## Chronologie
- Paléolithique supérieur, vers 40000 BP
  - Fabrication d'outils atériens[3]
  - Habitations semi-permanentes à Wadi Halfa[3]
  - Outils fabriqués à partir d'os d'animaux, d'hématite et d'autres pierres[3]
- Néolithique, à partir de 11000 av. J.-C.
  - v. 10 500 av. J.-C. : la récolte de céréales sauvages le long du Nil, la culture de broyage des céréales crée les premières lames de faucille en pierre au monde[3] à peu près à la fin du Pléistocène
  - v. 8000 av. J.-C. : migration des peuples vers le Nil, développement d'une société plus centralisée et d'une économie agricole sédentaire
  - v. 7500 av. J.-C. : importation d'animaux d'Asie vers le Sahara
  - v. 7000 av. J.-C. : agriculture — animale et céréalière — au Sahara oriental
  - v. 7000 av. J.-C.: à Nabta Playa, des puits d'eau profonds creusés toute l'année et de grandes colonies organisées conçues selon des arrangements planifiés
  - v. 6000 av. J.-C. : navires rudimentaires (à rames, à une seule voile) représentés dans l'art rupestre égyptien
  - v. 5500 av. J.-C.: chambres souterraines au toit de pierre et autres complexes souterrains à Nabta Playa contenant du bétail sacrifié enterré
  - v. 5000 av. J.-C. : mégalithe de pierre archéoastronomique présumé à Nabta Playa .
  - v. 5000 av. J.-C. : Badarien : meubles, vaisselle, modèles de maisons rectangulaires, pots, plats, tasses, bols, vases, figurines, peignes
  - v. 4400 av. J.-C. : fragment de lin finement tissé[17]
- À partir du IVe millénaire av. J.-C., les inventions se succèdent
  - v. 4000 av. J.-C.: début du commerce Naqadan[18]
  - IVe millénaire  av. J.-C.: construction de tombes gerzéennes, y compris les salles souterraines et l'inhumation de meubles et d'amulettes
  - IVe millénaire  av. J.-C. : cèdre importé du Liban[réf. nécessaire]
  - v. 3900 av. J.-C. : un événement d'aridification dans le Sahara entraîne une migration humaine vers la vallée du Nil[19]
  - v. 3500 av. J.-C. : lapis-lazuli importé du Badakshan et/ou de Mésopotamie
  - v. 3500 av. J.-C. : senet, le plus ancien jeu de société (confirmé) du monde
  - v. 3500 av. J.-C. : faïence, les premières perles de céramique émaillées connues au monde[réf. nécessaire]
  - v. 3400 av. J.-C. : cosmétique[réf. nécessaire], domestication des ânes[réf. nécessaire] travaux de fer (météoriques)[note 2], mortier
  - v. 3300 av. J.-C. : instruments à anches doubles et lyres
  - v. 3100 av. J.-C. : pharaon Narmer, ou Ménès, ou peut-être Hor-Aha unifie la Haute et la Basse-Égypte

## Voir également
- Événement de Bond